# 1198 Atlantis
1198 Atlantis (1931 RA) là một tiểu hành tinh bay qua Sao Hỏa, được phát hiện ngày 7 tháng 9 năm 1931 bởi Karl Wilhelm Reinmuth ở Heidelberg.